# Зевгар
Зевгар, от гръцки ζευγαρι - „чифт“, в Средновековна България се нарича участък земя, който се обработва с помощта на чифт волове. Със същото име е обозначаван и данъкът, който се плаща за такова парче. Освен паричен данък, зевгар е и вид отработъчна рента (ангария), при която зависимото население изпълнява различни задължения към държавата или феодала, използвайки за целта впрегатния си добитък. Този налог се споменава във Ватопедската грамота на цар Иван Асен II от 1230 г. и в Рилската грамота на цар Иван Шишман от 1378 г.